# Uckermark koncentrationslejr
Uckermark koncentrationslejr var en lille tysk koncentrationslejr og senere udryddelseslejr for piger nær Ravensbrück koncentrationslejr i Fürstenberg/Havel i Tyskland.
Lejren blev åbnet i maj 1942 som en fangelejr for 16-21 årige piger, der blev anset for kriminelle eller vanskelige. Piger, der nåede den øvre aldersgrænse, blev overført til Ravensbrück kvindelejr. Lejren blev administreret fra Ravensbrücklejren. I sine tidlige år var blev Uckermark ledet af Lotte Toberentz og Johanna Braach. De blev stillet for en britisk domstol ved den tredje Ravensbruck-proces.
I januar 1945 blev ungdomslejren lukket, og den blev brugt som en udryddelseslejr for "kvinder, der var syge, ikke længere effektive eller mere end 52 år". Over 5.000 kvinder blev myrdet dér. Kun 500 kvinder og børn overlevede. Selv om den blev lukket i marts 1945, befriede Sovjet lejren om natten den 29.-30. april 1945. I dag ligger det meste af lejren i ruiner og er næppe genkendelig.
Nogle af de ansvarlige SS-vagter i lejren, som Ruth Neudeck, blev anklaget i den tredje Ravensbrück-proces, kaldet "Uckermark-processen".